# Frédéric Maurice de La Tour d'Auvergne
Federico Maurizio de La Tour d'Auvergne, visconte di Turenna, duca di Bouillon (Sedan, 22 ottobre 1605 – Pontoise, 9 agosto 1652), è stato un nobile e generale francese, uno dei leader della Fronda.

## Biografia

### Infanzia
Era figlio di Enrico de La Tour d'Auvergne, visconte di Turenne , duca di Bouillon, primo gentiluomo di camera di Enrico IV, e della sua seconda moglie, Elisabetta Flandrika d'Orange-Nassau (1547 – 1542) e fratello maggiore del Grand Turenne, Henri de La Tour d'Auvergne-Bouillon, Maresciallo di Francia.
Fu allevato nella fede protestante (calvinista) e ricevette la sua educazione militare nei Paesi Bassi sotto gli zii Maurizio di Nassau (1567 – 1625) e Federico Enrico d'Orange (1584 – 1647).

### Ascesa e matrimonio
Divenne duca di Bouillon e principe di Sedan alla morte del padre, nel 1623. Nel 1625, grazie al suo comportamento nell'assedio di Boscoducale, fu nominato governatore di Maastricht e nel 1634 sposò, contro il volere della sua famiglia, la fervente cattolica Éléonore de Bergh sotto la cui influenza si convertì al cattolicesimo.

### Carriera militare

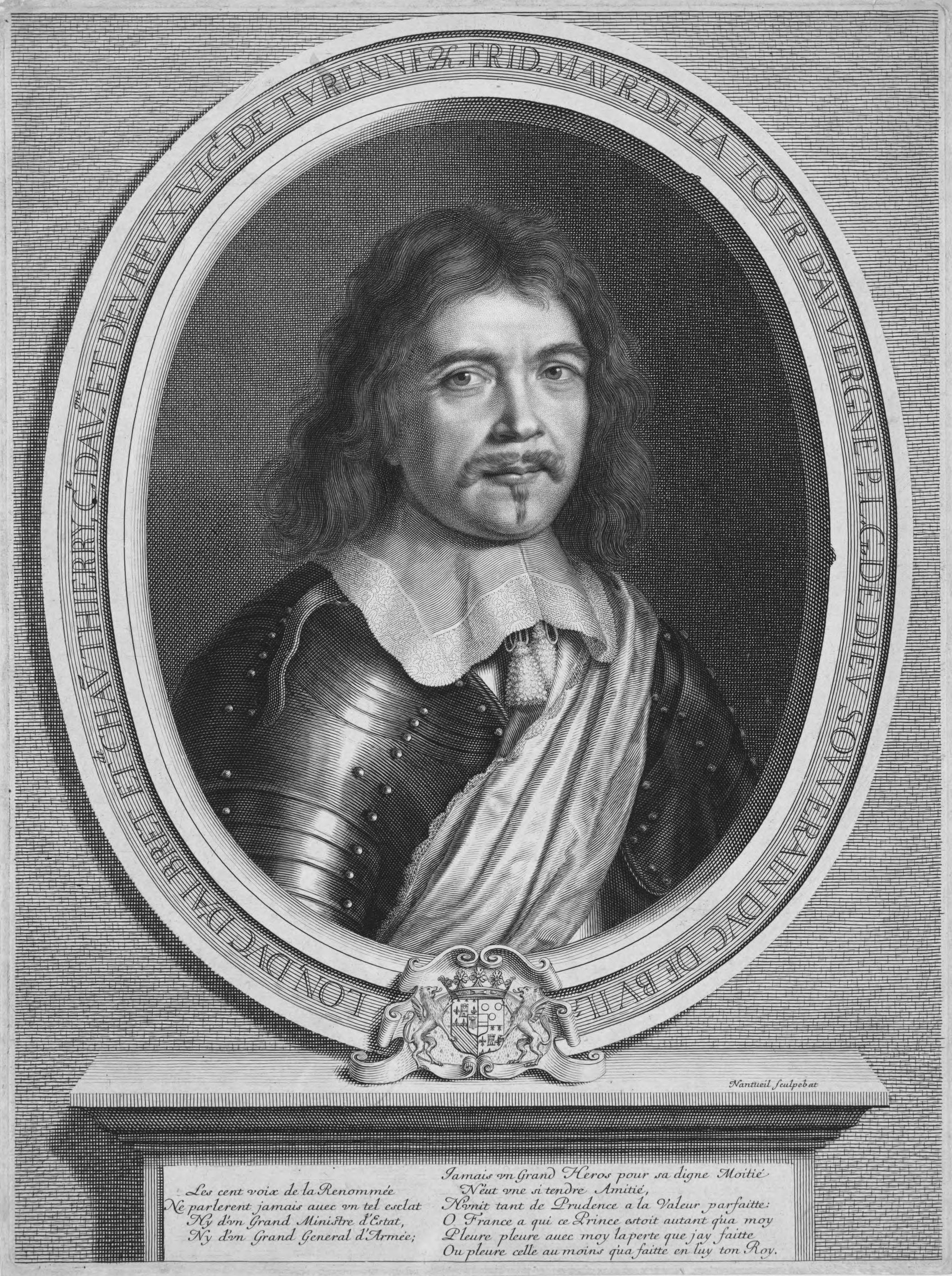
Ritratto di Federico Maurizio de La Tour d'Auvergne, da Robert Nanteuil

Nel 1635 prese servizio nell'esercito del re di Francia Luigi XIII che lo nominò maresciallo di campo, il che gli valse due anni dopo l'esclusione dalle sue cariche in Olanda. Prese parte alla rivolta dei Principi della Pace, guidata da Gastone d'Orléans, fratello del re, contro il cardinale Richelieu e contro lo stesso Re. Allorché quest'ultimo inviò un esercito, agli ordini del duca di Châtillon, contro i ribelli, egli ne prese il comando a Sedan insieme a Luigi di Borbone-Condé, duca di Soissons sconfiggendo le truppe reali alla piana della Marfée presso Sedan (6 luglio 1641) ma la vittoria non fu sufficiente ed egli venne a patti con Luigi XIII con il quale concluse il 4 agosto 1641 un accordo: in cambio del comando dell'armata d'Italia si sarebbe sottomesso al Re.
Nominato luogotenente generale con il comando delle truppe dell'armata d'Italia, riprese già nel 1642 a cospirare contro il Re compromettendosi con il Cinq-Mars: arrestato presso Casale, dovette cedere alla corona di Francia, in cambio della vita, il suo principato di Sedan e Roncourt e fu liberato solo quando la moglie minacciò i francesi di aprire le porte di Sedan agli spagnoli.

### Ultimi anni e morte

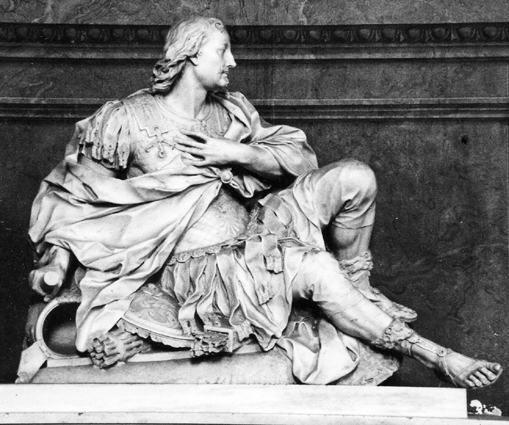
Federico Maurizio, duca di Bouillon, in una scultura di Pierre Legros

Ottenuta la libertà nel 1644, si recò a Roma, ove il Papa gli affidò il comando dell'esercito pontificio. Tornato in Francia nel 1649, si mise a capo dell'armata dei principi della Fronda, ma il Mazzarino lo convinse a ritirarsi offrendogli, in cambio del principato di Sedan e Roncourt, i ducati di Albret e di Château-Thierry, le contee di Alvernia e di Évreux ed altre terre. Lasciò un testo di memorie che fu pubblicato ad Amsterdam nel 1693.

## Discendenza
Federico Maurizio e Éléonore de Bergh ebbero 10 figli:
- Elisabetta (1635 – 1680) andata sposa il 20 maggio 1656 a Carlo III d'Elbeuf
- Luisa Carlotta (1638 – 1683), detta Demoiselle de Bouillon
- Amalia, nata nel 1640, che sposó con Pierre d'Orgemont , ed ebbe 6 figli.Religiosa .
- Godefroy Maurice (1641 – 1721), 3º duca di Bouillon, sposò la nipote del cardinale Mazarino, Maria Anna Mancini (1649 – 1714)
- Federico Maurizio, conte d'Alvernia (1642 – 1707), che sposò nel 1662 la principessa Francesca di Hohenzollern-Hechingen, marchesa di Bergen-op-Zoom ed ebbe 13 figli; nonno di Maria Enrichetta de La Tour d'Auvergne, madre di Carlo Teodoro, Elettore di Baviera.
- Emanuele Teodosio, duca d'Albret (1644 – 1715), abate di Cluny, vescovo di Albano e poi di Ostia
- Ippolita (nata nel 1645), religiosa.
- Costantino Ignazio, duca di Château-Thierry (1646 – 1670), cavaliere di Bouillon, cavaliere di Malta
- Enrico Ignazio, le conte d'Évreux (1650 – 1675), cavaliere di Bouillon e cavaliere di Malta
- Maurizia Febronia (1652 – 1706), andata sposa nel 1668 a Massimiliano Filippo Girolamo (1638 – 1705), duca di Leuchtenberg, figlio di Massimiliano I, elettore di Baviera

## Ascendenza
|                                           |                                    |                                  | Genitori                               |  |  | Nonni |  |  | Bisnonni                  |  |  | Trisnonni              |  |
|                                           |                                    |                                  |                                        |  |  |       |  |  | 8. François II de La Tour |  |  | 16. Antoine de La Tour |  |
|                                           |                                    |                                  |                                        |  |  |       |  |  | 8. François II de La Tour |  |  | 16. Antoine de La Tour |  |
|                                           |                                    | 17. Antoinette de Pons           |                                        |  |  |       |  |  | 8. François II de La Tour |  |  |                        |  |
| 4. François III de La Tour d'Auvergne     |                                    |                                  |                                        |  |  |       |  |  | 8. François II de La Tour |  |  |                        |  |
|                                           |                                    | 9. Anne de La Tour d'Auvergne    | 18. Godefroy II de La Tour             |  |  |       |  |  |                           |  |  |                        |  |
|                                           |                                    | 9. Anne de La Tour d'Auvergne    | 18. Godefroy II de La Tour             |  |  |       |  |  |                           |  |  |                        |  |
|                                           |                                    | 9. Anne de La Tour d'Auvergne    | 19. Antoinette de Polignac             |  |  |       |  |  |                           |  |  |                        |  |
| 2. Henri de La Tour d'Auvergne            |                                    | 9. Anne de La Tour d'Auvergne    |                                        |  |  |       |  |  |                           |  |  |                        |  |
|                                           |                                    | 10. Anne de Montmorency          | 20. Guillaume de Montmorency           |  |  |       |  |  |                           |  |  |                        |  |
|                                           |                                    | 10. Anne de Montmorency          | 20. Guillaume de Montmorency           |  |  |       |  |  |                           |  |  |                        |  |
|                                           |                                    | 10. Anne de Montmorency          | 21. Anne Pot                           |  |  |       |  |  |                           |  |  |                        |  |
| 5. Eléonore de Montmorency                |                                    | 10. Anne de Montmorency          |                                        |  |  |       |  |  |                           |  |  |                        |  |
|                                           |                                    | 11. Maddalena di Savoia          | 22. Renato di Savoia-Villars           |  |  |       |  |  |                           |  |  |                        |  |
|                                           |                                    | 11. Maddalena di Savoia          | 22. Renato di Savoia-Villars           |  |  |       |  |  |                           |  |  |                        |  |
|                                           |                                    | 11. Maddalena di Savoia          | 23. Anna Lascaris                      |  |  |       |  |  |                           |  |  |                        |  |
| 1. Frédéric Maurice de La Tour d'Auvergne |                                    | 11. Maddalena di Savoia          |                                        |  |  |       |  |  |                           |  |  |                        |  |
|                                           | 12. Willem I van Nassau-Dillenburg | 24. Johan V van Nassau-Siegen    |                                        |  |  |       |  |  |                           |  |  |                        |  |
|                                           | 12. Willem I van Nassau-Dillenburg | 24. Johan V van Nassau-Siegen    |                                        |  |  |       |  |  |                           |  |  |                        |  |
|                                           | 12. Willem I van Nassau-Dillenburg | 25. Elisabeth von Hessen-Marburg |                                        |  |  |       |  |  |                           |  |  |                        |  |
| 6. Willem I van Oranje                    | 12. Willem I van Nassau-Dillenburg |                                  |                                        |  |  |       |  |  |                           |  |  |                        |  |
|                                           |                                    | 13. Juliana zu Stolberg          | 26. Botho VIII zu Stolberg-Wernigerode |  |  |       |  |  |                           |  |  |                        |  |
|                                           |                                    | 13. Juliana zu Stolberg          | 26. Botho VIII zu Stolberg-Wernigerode |  |  |       |  |  |                           |  |  |                        |  |
|                                           |                                    | 13. Juliana zu Stolberg          | 27. Anna von Eppstein-Königstein       |  |  |       |  |  |                           |  |  |                        |  |
| 3. Elisabeth van Nassau                   |                                    | 13. Juliana zu Stolberg          |                                        |  |  |       |  |  |                           |  |  |                        |  |
|                                           |                                    | 14. Louis III de Montpensier     | 28. Louis de Bourbon-Vendôme           |  |  |       |  |  |                           |  |  |                        |  |
|                                           |                                    | 14. Louis III de Montpensier     | 28. Louis de Bourbon-Vendôme           |  |  |       |  |  |                           |  |  |                        |  |
|                                           |                                    | 14. Louis III de Montpensier     | 29. Louise de Bourbon-Montpensier      |  |  |       |  |  |                           |  |  |                        |  |
| 7. Charlotte de Bourbon-Montpensier       |                                    | 14. Louis III de Montpensier     |                                        |  |  |       |  |  |                           |  |  |                        |  |
|                                           |                                    | 15. Jacqueline de Longwy         | 30. Jean IV de Longwy                  |  |  |       |  |  |                           |  |  |                        |  |
|                                           |                                    | 15. Jacqueline de Longwy         | 30. Jean IV de Longwy                  |  |  |       |  |  |                           |  |  |                        |  |
|                                           |                                    | 15. Jacqueline de Longwy         | 31. Jeanne d'Angoulême                 |  |  |       |  |  |                           |  |  |                        |  |
|                                           |                                    | 15. Jacqueline de Longwy         |                                        |  |  |       |  |  |                           |  |  |                        |  |